# Casa de l'Aigua
|  | Aquest article tracta sobre el conjunt patrimonial de Barcelona. Si cerqueu el repartidor del Canal Pinyana, vegeu «Casa de Lleida». |

La Casa de l'Aigua és un conjunt patrimonial de tipus industrial que existeix entre els barris de La Trinitat Nova i Trinitat Vella de Barcelona. Va funcionar com a planta per al tractament de l'aigua que es subministrava al casc antic de la ciutat i al barri de La Barceloneta fins a 1989, quan va quedar abandonada.
L'edifici es va restaurar el 2015 i ha estat convertit en un equipament municipal, i actualment funciona com a espai de trobada del teixit associatiu del barri i ofereix una programació d'activitats lúdiques i culturals, en convivència amb usos museístics vinculats al Museu d'Història de Barcelona. Consta en el catàleg de patrimoni arquitectònic com a bé d'interès urbanístic.

## Descripció

### Conjunt arquitectònic
La instal·lació, que tenia funcions d'estació d'emmagatzemament, depuració i cloració de l'aigua captada als pous construïts al municipi veí de Montcada i Reixac, està formada per una estació de bombeig situada al barri de Trinitat Vella, unes instal·lacions subterrànies de canalització i una estació de tractament i emmagatzematge situada a Trinitat Nova. Les obres, que es van dur a terme entre 1915 i 1919, van incloure diferents fases. La primera va ser la renovació de l'aqüeducte Baix que anava des de les mines de Montcada i els pous municipals fins al solar on es situaria la Casa de l'Aigua, la segona va ser la construcció de la Casa de l'Aigua, la tercera va ser la renovació de la part de l'aqüeducte Baix que arribava a la ciutat, i la quarta va ser la renovació de la xarxa de distribució urbana instal·lant canonades de ferro.
La Casa de l'Aigua de Trinitat Vella, l'antiga estació de distribució i bombeig, està situada al barri de Trinitat Vella a tocar de l'Avinguda Meridiana, i consta de tres petites edificacions. La més petita servia de punt de distribució de l'aigua provinent de la Casa de la Mina juntament amb la que s'extreia dels pous de la Casa de les Aigües de Montcada. Una altra caseta guardava les electrobombes, les quals van ser desmuntades, i una tercera edificació contenia un motor submarí, el qual va ser reconvertit en un generador elèctric. Anteriorment hi havia una quarta edificació que servia com a habitatge del guarda, i que va ser derruïda durant la construcció de la Meridiana.

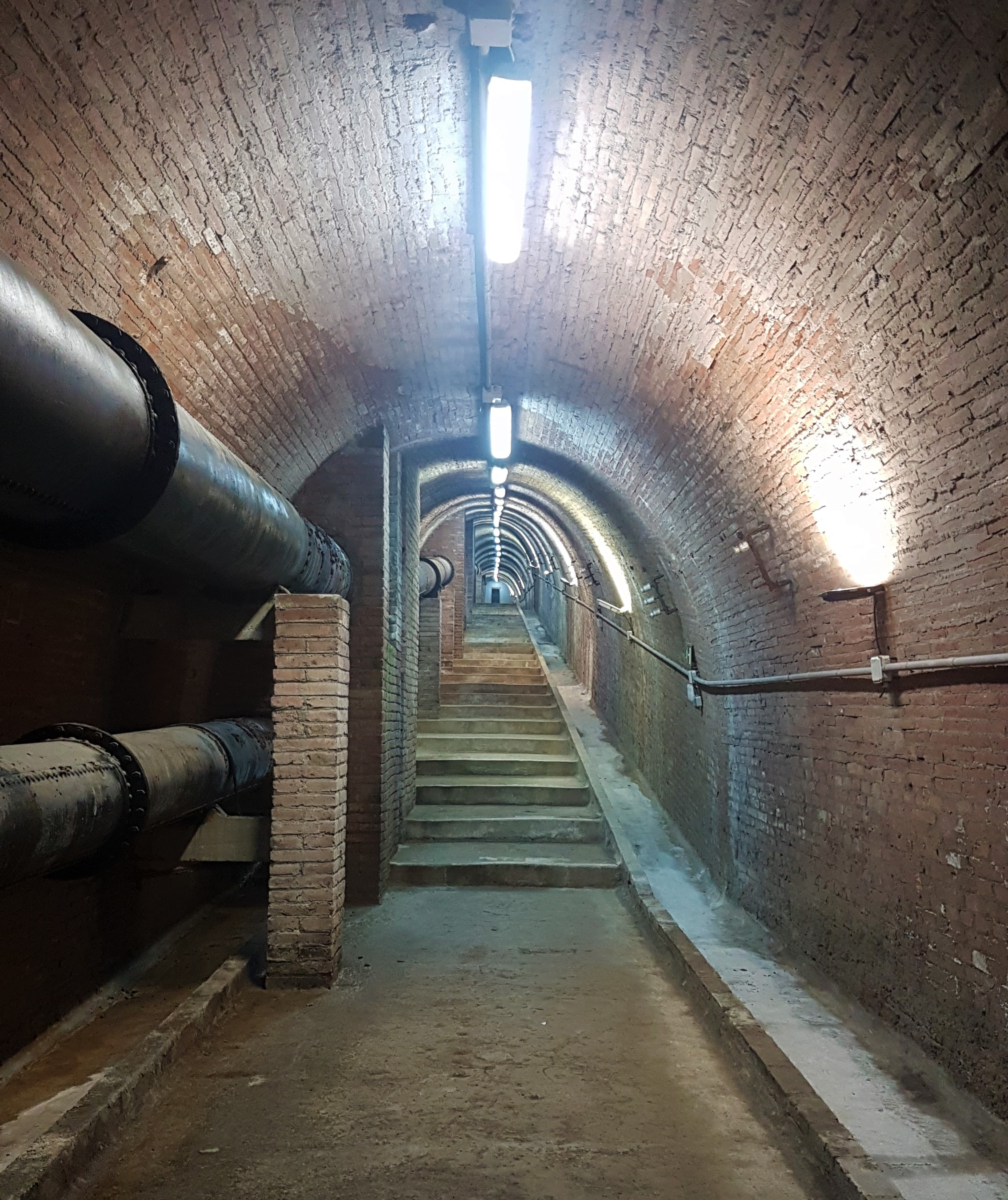
Galeria sota l'avinguda Meridiana

La Casa de l'Aigua de Trinitat Vella estava connectada amb les instal·lacions de la Casa de l'aigua de Trinitat Nova a través d'una galeria subterrània, que actualment creua sota l'avinguda Meridiana, i que es prolonga més enllà en direcció a Collserola. L'aigua havia de ser bombejada per superar el desnivell de 50 metres que separa les dues instal·lacions. Aquesta xarxa també incloïa l'aqüeducte Baix, que surt de la galeria cap a la ciutat, i l'aqüeducte Alt de Montcada previst fins a Vallcarca però que mai no va entrar en funcionament, tot i que si es va construir el pont dels Tres Ulls, a uns centenars de metres més amunt de la Casa de l'Aigua.
La Casa de l'Aigua de Trinitat Nova es troba al barri de La Trinitat Nova i està formada per les instal·lacions dels dipòsits de decantació, cloració i emmagatzematge previs a la distribució de l'aigua, i es va utilitzar fins que es van construir els nous dipòsits uns centenars de metres més enllà l'any 1989. El dipòsit d'emmagatzematge té una capacitat de 10.000 metres cúbics d'aigua, en un solar de 6.800 metres quadrats. Dues edificacions completaven la instal·lació; una, amb diversos instruments de mesura i, l'altra, amb una piscina amb un sistema de murs que renovava l'aigua del dipòsit.

### Centre cultural
Actualment, els edificis permeten fer funcions de recepció i espai obert per a exposicions i altres activitats socioculturals i educatives, i els dipòsits s'han fet accessibles per tal de comptar amb una gran sala hipòstila per a usos diversos.
Els usos museístics actuals de la Casa de l'Aigua, com a espai vinculat al Museu d'Història de Barcelona, han permés incorporar continguts expositius que expliquen tant les característiques del conjunt patrimonial com aspectes relatius a la història dels usos i el proveïment d'aigua al pla de Barcelona. A l'edifici de l'antiga estació elevadora de Trinitat Vella i a l'interior de la galeria que la connecta amb el dipòsit de Trinitat Nova s'ha instal·lat l'exposició permanent “El fil de l'aigua: continuïtat i discontinuïtat”. Es tracta d'un recorregut per la història del proveïment d'aigua a Barcelona des de l'època romana, amb una incidència especial en la revolució que es produeix al tombant dels segles XIX i XX, quan els canvis tecnològics provocats per la Revolució Industrial modifiquen els vells equilibris entre l'aigua i la ciutat.

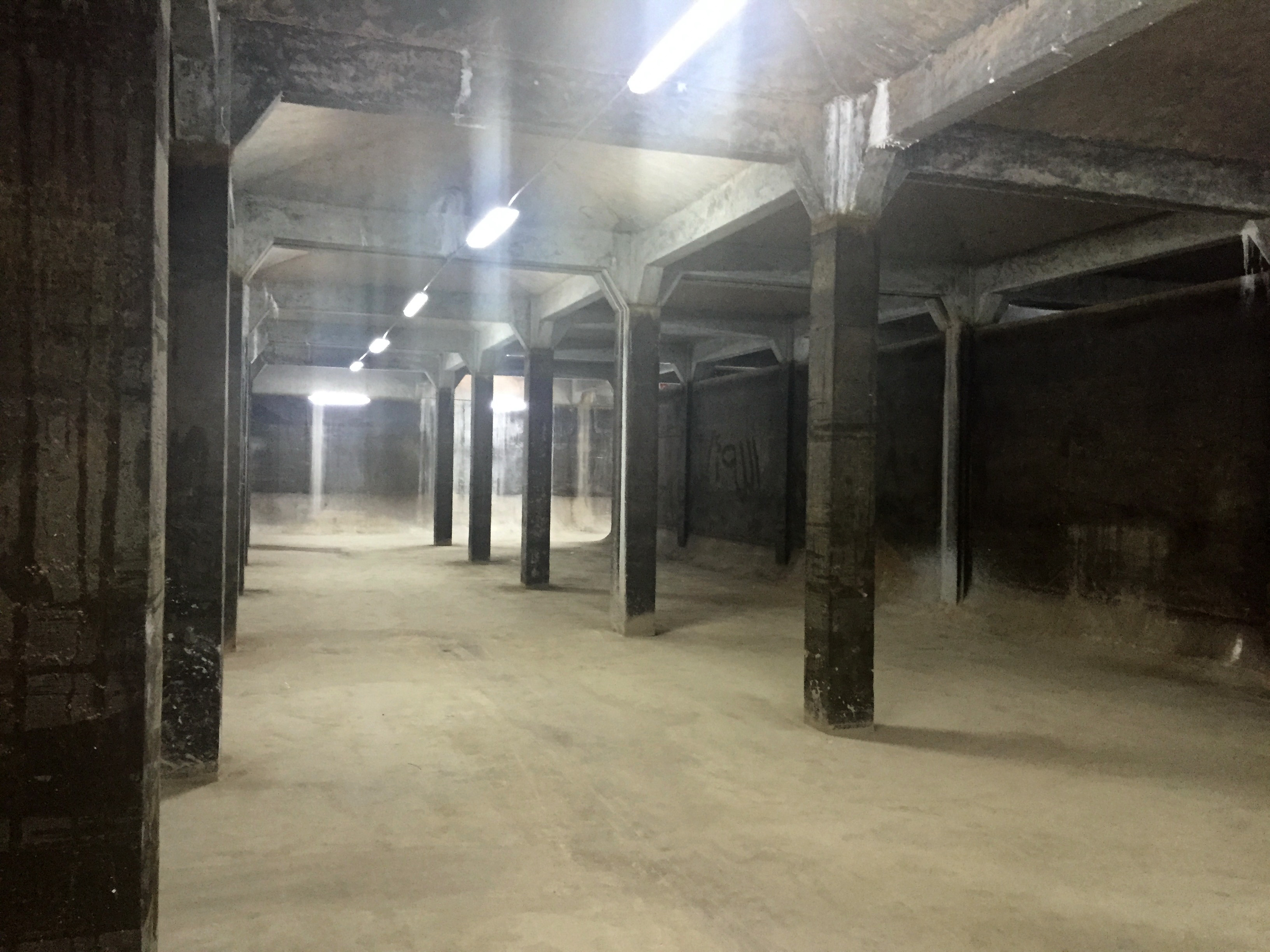
Dipòsit principal subterrani amb una capacitat de 10.000 metres cúbics.

Al dipòsit de Trinitat Nova s'ha incorporat la instal·lació expositiva permanent “Aigua km zero / BCN”, que vol recuperar la memòria d'una llarga tradició d'utilització i de gestió de l'aigua de proximitat en el territori delimitat per Collserola, el riu Besòs i Montjuïc. Les aigües de proximitat, les que cauen al territori amb la pluja i les que hi arriben des d'altres llocs propers amb l'escorrentia, han determinat, al llarg de la història, el desenvolupament de les viles i poblacions del Pla de Barcelona i, fins l'era industrial, va conformar les relacions entre la societat i el territori. Unes relacions estretes i constants, atès que l'aigua era aliment, fertilitat agrícola, energia per a molins i diluent per a usos domèstics i industrials. 

## Història
La Casa de l'Aigua va ser construïda per la companyia pública municipal barcelonina Aigües de Montcada entre els anys 1915 i 1919. Després de l'epidèmia de tifus que va assolar la ciutat el 1914 i va causar una alta mortaldat a causa de la contaminació de l'aigua distribuïda per la companyia municipal, va caldre renovar amb tota urgència el sistema de subministrament d'aigua de boca. Des d'on avui hi ha el barri de la Trinitat Vella s'impulsava l'aigua fins al dipòsit ubicat a l'actual Trinitat Nova, on es clorava i des d'on es conduïa al nucli antic de la ciutat, inclosa la Barceloneta. El projecte inicial també preveia portar aigua a l'Eixample a través de l'aqüeducte Alt de Montcada, però no es va poder completar. Aquest edifici va estar en funcionament fins 1989.
Durant els bombardeigs de Barcelona durant la guerra civil les instal·lacions subterrànies de la Casa de l'Aigua van servir temporalment com a refugis antiaeris per la gent del barri, però degut a que quedaven relativament allunyades paulatinament es van anar construir refugis més propers a les seves cases. Al final de la guerra s'havien arribat a construir 17 refugis només al barri de la Trinitat Vella.
El 31 de març de l'any 1989 els dipòsits de la Companyia d'Aigües de la Trinitat van tancar definitivament i de seguida van caure en un procés de degradació i atacs vandàlics.
A partir del 2007, els terrenys que envolten l'edifici es va rehabilitar i es va dividir en parcel·les de conreu que es van sortejar entre els veïns del districte. A més, s'hi va plantar un jardí de flors i herbes aromàtiques que omplen de color i aroma l'espai.
Avui dia, aquest lloc, que en un passat va ser vital en la història de Barcelona i en el proveïment d'un dels béns més preuats per a la supervivència, s'ha convertit en un espai on els veïns poden conrear els seus horts, i s'ha retornat al districte aquest origen rural i pagès.
Entre els anys 2007 i 2013 l'Ajuntament de Barcelona va dur a terme la consolidació i millora del conjunt patrimonial. El 22 de març de 2018, en ocasió del Dia Mundial de l'Aigua, s'obria el conjunt complet, després de la reobertura seqüencial de la Casa de l'Aigua de Trinitat Nova, dels espais de distribució i bombament al districte de Sant Andreu i del túnel i el dipòsit situat al districte de Nou Barris. Es culmina així una fase més en la recuperació, per part dels dos districtes, d'aquest espai patrimonial que el Museu d'Història de Barcelona va començar a posar en valor l'any 2011 en el marc d'un programa més ampli sobre la història dels usos i el proveïment d'aigua a la ciutat.